# Kayla Brady
Kayla Brady is een personage uit de soapserie Days of our Lives. De rol werd al door verschillende actrices gespeeld, maar Mary Beth Evans speelt de rol het langst, van 1986 tot 1992 en opnieuw sinds 2006.

## Personagebeschrijving

### Jaren 80-90
Kayla is de dochter van Shawn en Caroline Brady en het derde kind van vier. Ze heeft twee broers, Roman en Bo en een zus Kimberly. Max Brady en Frankie Brady zijn haar geadopteerde broers. Kayla kwam in 1981 naar Salem en werd verliefd op David Banning, maar hij dumpte haar toen Renée DuMonde interesse in hem toonde. Daarna begon ze iets met Chris Kositchek maar ook dat liep mis en ze verliet Salem in 1983.
In 1986 hielp Kayla met het opzetten van een kliniek en ontmoette daar Steve Johnson en werd verliefd op hem. Ze werd ook bevriend met zijn zus Adrienne Johnson. Nadat Steve nachtmerries begon te krijgen omdat zijn vader door Adrienne vermoord was keerde hij zich tegen Kayla. Steve wilde Harper Deveraux helpen bij het veinzen van zijn dood, maar hier stak Victor Kiriakis een stokje voor door de kogels in Steves pistool te vervangen door echte. Steve sloeg op de vlucht en werd later vrijgesproken. Harper huurde Kayla in om zijn zoon Jack Deveraux te verplegen. Jack werd smoorverliefd op Kayla. Steve en Adrienne ontdekten intussen dat Jack hun broer was maar omdat hij stervende was vertelden ze dat niet aan hem. Jack vroeg Kayla ten huwelijk en omdat Steve haar nog steeds afwees, omdat hij zag dat ze Jack gelukkig maakte, nam ze het aanzoek aan.
Kayla en Jack trouwden op 15 september 1987 maar ze consumeerden het huwelijk niet omdat Kayla excuses bleef zoeken. Harper begon Kayla te vergiftigen omdat hij dacht dat ze ontdekt had dat Jack geadopteerd was. Steve nam haar mee uit het Deveraux huis maar Kayla weigerde te geloven dat iemand haar wilde vergiftigen. Ze liep weg en werd bewusteloos teruggevonden door Melissa Jannings, die meteen verdacht werd tot poging tot moord. Kayla vroeg aan Steve waarom hij haar ontvoerde terwijl het er op leek dat hij niet om haar gaf en toen gaf hij toe dat Jack zijn broer was en dat hij hem een kans wou geven. Kayla en Steve begonnen een verhouding en zij wilde scheiden van Jack, maar Steve en Jo probeerden haar te overtuigen dit niet te doen tot na de verkiezingen omdat Jack heel wat stemmen zou verliezen bij een scheiding. Kayla ging akkoord en bleef bij Jack excuses zoeken om niet met hem naar bed te gaan.
Jack hoopte dat het nieuwe jaar beterschap zou brengen en kocht een jurk voor Kayla, zij liet hem echter zitten om bij Steve te zijn. Een journalist maakte stiekem foto’s van het paar. Twee weken later won Jack de verkiezingen en de journalist confronteerde hem met de foto’s van Kayla en Steve. Het was duidelijk dat ze een verhouding hadden en aan de jurk te zien was dit op oudejaarsavond gebeurd. Jack was woedend en confronteerde Kayla toen ze thuiskwam. Nadat ze niet kon ontkennen dat de foto’s tijdens hun huwelijk genomen werden verkrachtte hij haar en zei haar dat hij nam wat rechtmatig van hem was.
Jack kreeg een enorm schuldgevoel om wat hij Kayla had aangedaan, maar was evenzeer nog kwaad. Hij weigerde te scheiden en huurde iemand in om Steve in elkaar te slaan. Nadat Kayla aan Steve bekende dat Jack haar verkracht had maakten de heren ruzie op een dak en Jack viel hiervan af. In het ziekenhuis werd duidelijk dat zijn nier beschadigd was en hij had een transplantatie nodig. Steves moeder Jo vroeg aan hem om zijn nier aan zijn broer af te staan. Jack weigerde aanvankelijk, maar Mike Horton kon hem overtuigen om deze toch aan te nemen. Dit veranderde Jacks mening over Steve echter niet. Kayla had er genoeg van en vroeg de scheiding aan en klaagde Jack aan wegens verkrachting. Kayla vroeg de scheiding aan en klaagde Jack aan voor verkrachting maar door zijn connecties bleef hij buiten schot.
Kayla ging opnieuw voor de Riverfront Emergency kliniek werken en werd daar aangevallen. Tijdens de aanval volgde er een explosie waardoor ze haar spraak en gehoor verloor. Ze had een black-out en wist niet meer wie de aanvaller was, toen ze zich dit herinnerde ging ze naar haar zus Kimberly om te zeggen dat Harper de dader was. Harper ontvoerde Kim en Kayla en ze werden uiteindelijk gered door Steve Johnson. Kayla werd geopereerd aan haar gehoor en kreeg dit terug, maar haar spraak bleef weg. Steve deed een huwelijksaanzoek en op 28 juli 1988 trouwden ze. Kayla kon ‘ja’ zeggen bij de trouwgeloften en had haar spraak teruggekregen. Op hun huwelijksreis in het oosten vonden ze een doof jongetje dat Benji heette. Er was geen spoor van zijn moeder en ze besloten om voor hem te zorgen.
Steven en Kayla wilden Benji adopteren, maar toen dook zijn moeder Ellen Hawk op. Ellen vertelde hen dat Benji’s vader een gevaarlijk man was en om haar zoon te beschermen liet ze hem bij Kayla en Steve. Later werd Ellen dood aangetroffen en kwam aan het licht dat Stefano DiMera de vader was van Benji. Zijn grootvader Orion nam Benji mee en bracht hem in veiligheid. Jack hielp Victor Kiriakis om ervoor te zorgen dat Harper uit de gevangenis kon ontsnappen. Het plan mislukte en Harper werd neergeschoten op weg naar de luchthaven. Jack nam hem mee naar Riverfront waar Harper Kayla opnieuw gijzelde. Steve redde Kayla andermaal en Harper ging terug naar de gevangenis.
In 1989 vond Steve een zwaar verbrande man genaamd Nick en hield hem verborgen. Na een tijd lichtte hij Kayla in over Nick en toen deze weer op de been was verhuisde hij naar een oud landhuis. Een oude kennis van Nick, Eddie, was uit op geld van Harper Deveraux dat verborgen zou zijn in het huis van Nick. Steve en Kayla hielpen Nick om Eddie in de val te lokken, maar werden beschuldigd van samen spannen om het gestolen geld te verbergen. Uiteindelijk kwam Eddie om het leven en om Steve en Kayla te bedanken schonk Nick zijn huis aan hen.
Kayla werd zwanger en het gelukkige koppel dacht dat hun leven nu normaal zou worden, maar dan dook Marina Toscano op die beweerde de vrouw van Steve te zijn. Ze waren inderdaad getrouwd, maar Steve dacht dat hij haar vermoord had toen ze een ruzie hadden op een schip en Marina overboord viel. Marina wilde Steve niet terug maar vroeg om zijn hulp om een oude sleutel die ze vroeger in de zee hadden gegooid terug te krijgen. Kayla moedigde hem aan om mee te helpen in de hoop dat Marina hem een scheiding zou toestaan. Ze gingen alle drie naar Italië om de sleutel terug te vinden. Nadat ze die gevonden hadden moesten ze afrekenen met mannetjes van Victor Kiriakis. Steve werd hierbij gewond en zijn glazen oog werd beschadigd waardoor hij opnieuw zijn ooglapje moest dragen.
In Salem maakten Kayla en Marina ruzie omdat Marina hen in gevaar had gebracht en duwde haar op de grond. Kayla werd nu door Victor ontvoerd die de echte sleutel wilde hebben die Marina had verborge in het huis van Steve en Kayla. Isabella Toscano gaf de sleutel aan Victor en Kayla werd vrijgelaten. Zij en Steve wilden hertrouwen voor hun kind geboren werd maar tijdens de ceremonie werd Kayla gearresteerd voor de moord op Marina. Victor had een tape gestuurd naar Roman en Abe Carver waarop stond dat Kayla Marina dreigde te vermoord en haar dan duwde en wegging. Roman moest zijn zus Kayla wel arresteren. Ze kreeg een proces en werd schuldig bevonden en ging naar de gevangenis. Op 19 februari 1990 kreeg ze een dochter, Stephanie en gaf haar aan Steve om op te voeden. Steve huurde een kinderjuf in, Kelly Parker, om voor Stephanie te zorgen. Wat Steve niet wist was dat Kelly een gestoorde vrouw was die eigenlijk Sheila Salsbury heette en haar kind verloren had rond dezelfde tijd dat Kayla bevallen was. Sheila werd geobsedeerd door de baby en ontvoerde haar toen Kayla uit de gevangenis ontsnapte.
Kayla en Steve vluchtten het land uit en volgden Sheila naar Australië waar ze Bo en Hope tegenkwamen, die al enkele jaren uit Salem vertrokken waren. Met de hulp van Bo en Hope kregen ze hun kind terug. Nadat Kayla werd vrijgesproken op de moord van Marina besloten ze terug te keren naar Salem. Harper Deveraux ontsnapte intussen uit de gevangenis en wilde zich wreken op Steve. Hij wilde Steve neerschieten van op de kerktoren tijdens zijn tweede huwelijk met Kayla. Jack ontdekte het plan van Harper en kon hem stoppen door hem van de kerktoren te duwen. Harper stierf en Kayla en Steve gingen door met de bruiloft op 13 augustus 1990.
Steve besloot om politieagent te worder. Op een avond kwam hij in de haven en zag een verdachte boot liggen. Hij keek het na en vond een kaartje dat aan Bo gericht was en van Lawrence Alamain kwam. Plotseling ontplofte de boot. Steve belandde in een coma, maar ontwaakte uiteindelijk. Omdat Steve een bedreiging vormde voor Lawrence vergiftigde hij hem en Steve overleed. Kayla was er het hart van in dat de liefde van haar leven gestorven was en trok in bij Shane Donovan. Samen met hem zocht ze naar bewijzen voor de moordenaar van haar man en alles wees in de richting van Lawrence. Shane en Kayla werden verliefd op elkaar, maar na de terugkeer van Kimberly in 1991 doken er nieuw problemen op.
Op een feest in een museum in 1992 probeerde Shane een bom te ontmantelen, maar hij slaagde daar niet in en na de ontploffing was hij verlamd. Shane sloot zich af voor de buitenwereld en enkel Kayla kon tot hem doordringen. Ze hielp hem met zijn herstel. Door het feit dat Shane vroeger getrouwd was met Kimberly zorgde dit voor extra spanningen in hun relatie. Kayla besloot om naar Los Angeles te verhuizen en Shane keerde terug naar Engeland.
In 2003 keerde Kayla terug voor de begrafenis van haar moeder Caroline, maar kwam niet in beeld. Tijdens het Thanksgiving feest bij Bo werd gezegd dat Kayla en Kimberly, die wel in beeld gekomen was, bij hun vader bleven.

### 2006-heden
In 2006 keerde Kayla terug naar Salem voor het huwelijk van haar broer Frankie en Jennifer Horton. Ze was in shock toen ze Steve in de kerk zag. Steve was al die jaren gevangen gehouden door de DiMera’s en wist niet meer wie hij was. Kayla vond het verschrikkelijk dat Steve haar niet meer herkende. Na een paar maanden kwam zijn geheugen terug en begonnen ze opnieuw een relatie. Kayla werd opnieuw zwanger en kreeg een zoon, Joseph Johnson.

## Culturele invloed
Midden jaren tachtig stond de naam Kayla rond de 900ste plaats in de lijst van populairste meisjesnamen. De komst van Kayla Brady zorgde ervoor dat deze in de top 10 belandde en de naam is nog steeds populair.